# Arnhem Falcons 2018
Questa voce raccoglie le informazioni riguardanti gli Arnhem Falcons nelle competizioni ufficiali della stagione 2018.

## Eredivisie 2018

### Stagione regolare
| Arnhem 18 febbraio 2018, ore 14:00 1ª giornata | Arnhem Falcons | 38 – 8 referto | Lightning Leiden | Sportpark 't Cranevelt |

| Spijkenisse 4 marzo 2018, ore 14:00 2ª giornata | 010 Trojans /Spijkenisse Scouts | 6 – 35 referto | Arnhem Falcons | Tennispad 2 |

| Loosdrecht 1º aprile 2018, ore 15:00 5ª giornata | Hilversum Hurricanes | 31 – 0 (15-0 0-0 3-0 13-0) referto | Arnhem Falcons |  |

| Nimega 15 aprile 2018, ore 11:00 6ª giornata | Arnhem Falcons | 14 – 24 (0-0 0-14 7-3 7-7) referto | Lelystad Commanders | Sportpark Vossendijk |

| Leida 22 aprile 2018, ore 14:00 7ª giornata | Lightning Leiden | 20 – 28 referto | Arnhem Falcons |  |

| Arnhem 19 maggio 2018, ore 19:00 10ª giornata | Arnhem Falcons | 20 – 0 (a tavolino) referto | 010 Trojans/ Spijkenisse Scouts |  |

| Lelystad 10 giugno 2018, ore 14:00 12ª giornata | Lelystad Commanders | 19 – 32 referto | Arnhem Falcons |  |

| Arnhem 16 giugno 2018, ore 19:00 13ª giornata | Arnhem Falcons | 10 – 12 referto | Hilversum Hurricanes |  |

### Playoff
| 23 giugno 2018 Semifinale | Hilversum Hurricanes | 27 – 14 | Arnhem Falcons |  |

## Statistiche di squadra
| Competizione      | %Vittorie | In casa | In casa | In casa | In casa | In casa | In casa | In trasferta | In trasferta | In trasferta | In trasferta | In trasferta | In trasferta | Totale | Totale | Totale | Totale | Totale | Totale |
| Competizione      | %Vittorie | G       | V       | N       | P       | Pf      | Ps      | G            | V            | N            | P            | Pf           | Ps           | G      | V      | N      | P      | Pf     | Ps     |
| ----------------- | --------- | ------- | ------- | ------- | ------- | ------- | ------- | ------------ | ------------ | ------------ | ------------ | ------------ | ------------ | ------ | ------ | ------ | ------ | ------ | ------ |
| Stagione regolare | .625      | 4       | 2       | 0       | 2       | 82      | 44      | 4            | 3            | 0            | 1            | 95           | 76           | 8      | 5      | 0      | 3      | 177    | 120    |
| Playoff           | .000      | 0       | 0       | 0       | 0       | 0       | 0       | 1            | 0            | 0            | 1            | 14           | 27           | 1      | 0      | 0      | 1      | 14     | 27     |
| Totale            | .556      | 4       | 2       | 0       | 2       | 82      | 44      | 5            | 3            | 0            | 2            | 109          | 103          | 9      | 5      | 0      | 4      | 191    | 147    |